# Chilenodes australis
Chilenodes australis is een spinnensoort uit de familie Malkaridae. De soort komt voor in Chili en Argentinië.